# Grundtjärnen (Kalls socken, Jämtland, 708573-133821)
Grundtjärnen är en sjö i Åre kommun i Jämtland och ingår i Nean-Vapstälvens kustområde. Sjön har en area på 0,362 kvadratkilometer och ligger 443,5 meter över havet. Grundtjärnen ligger i Skäckerfjällen Natura 2000-område.

## Delavrinningsområde
Grundtjärnen ingår i det delavrinningsområde (708661-133785) som SMHI kallar för Utloppet av Grundtjärnen. Medelhöjden är 504 meter över havet och ytan är 4,72 kvadratkilometer. Det finns inga avrinningsområden uppströms utan avrinningsområdet är högsta punkten. Vattendraget som avvattnar avrinningsområdet har biflödesordning 2, vilket innebär att vattnet flödar genom totalt 2 vattendrag innan det når havet efter 15 kilometer. Avrinningsområdet består mestadels av skog (13 procent), öppen mark (31 procent) och kalfjäll (47 procent). Avrinningsområdet har 0,1 kvadratkilometer vattenytor vilket ger det en sjöprocent på 2,1 procent.